# Preska pri Dobrniču
Preska pri Dobrniču – wieś w Słowenii, w gminie Trebnje. W 2018 roku liczyła 75 mieszkańców.